# Venom (Marvel Comics)
Venom egy kitalált szereplő a Marvel Comics képregényeiben. A karaktert David Michelinie és Todd McFarlane alkotta meg. Maga a szimbióta 1984-ben bukkant fel először a Marvel Super Heroes Secret Wars 8. számában, habár az egyes sorozatok ütemezése miatt már korábban is találkozhattak vele rövid cameo erejéig (The Amazing Spider-Man 252.). Míg Venomot eredetileg szupergonoszként ábrázolták korábbi megjelenéseiben, később antihőssé vált, sőt alkalmanként Pókember szövetségesévé vált.

## A karakter háttere
Ez utóbbi gondolat egy rajongó, Randy Schueller fejéből pattant ki egy évvel korábban, aki egy pályázatra jelentkezve levélben írta meg a kiadónak az ötletet. Eszerint Reed Richards csinálhatna egy fekete ruhát Pókember számára ugyanabból az instabil molekulákból álló anyagból, amiből a Fantasztikus Négyes tagjainak ruházata is van. A főszerkesztő James Shooter lecsapott a lehetőségre és 220 dollárért megvette a fekete pókjelmez ötletét, és lehetőséget kínált Schuellernek, hogy megírja a hozzá tartozó történetet. Utóbb azonban adódtak problémák, ami miatt Randy úgy döntött, nem írja meg a sztorit. 1988-ban jelent meg, két kisebb cameo után (The Amazing Spider-Man 298-299.) végül az Amazing-sorozat 300. számában debütált rendesen. A karaktert David Michelinie és Todd McFarlane alkották meg, de Michelinie a szimbiótát eredetileg egy női szereplőnek szánta, aki Pókembert okolta volna a férje és meg nem született gyermeke haláláért. A szerkesztő, Jim Salicrup elvetette az ötletet, így végül Eddie Brocknál landolt a fekete ruha.

## Erő és képességek
Venom különböző képességekkel is bír, mint a szupererő, rendkívüli ellenállás, gyorsaság, kifinomult reflexek, falmászás, organikus hálóvető. Venom gyakorlatilag mindenre képes, amire Pókember, sőt, a legtöbb dologban erősebb is nála. Pókösztönnel ugyanakkor nem rendelkezik, de nem is érzékeli őt Pókember. Képes alakváltásra is, a szimbióta ruhadarabokat hoz létre a gazdatestén, de igazából bármilyen formának álcázhatja magát. Bizonyos esetekben hús-vér lények alakját is felvette már. A szimbióta segítségével a gazdatest gyorsabban gyógyul egy sérülés után, ugyanakkor a parazita rendkívül érzékeny a hangra és a hőre.
A szimbióta nem csak arra képes, hogy befolyásolja a hordozóját, vagy önmagát meggyógyítsa, de alakját és formáját is tudja változtatni. Ha akar, képes csápokat vagy épp több fejet is növeszteni, de többnyire különféle ruhának álcázza magát. Egyszer azonban még arra is képes volt, hogy egy autó fölött vegye át az irányítást. Néhány lapszám erejéig, amíg a szimbióta Flash Thompson testét használta egy autót is az uralma alá hajtott, amit kikiáltott Venom-mobilnak.

## Eredet

### A szimbióta eredete
A Venomként ismert szimbióta a Klyntar nevű ősi faj tagja, melyet a kegyetlen istenség, Knull hozott létre bolygók leigázása céljából. A lények később elszakadtak teremtőjüktől, és békés útra léptek. Küldetésük célja innentől az volt, hogy szimbiózissal az arra méltó gazdatestekből tökéletes védelmező harcosokat formáljanak. Ez csak nemes lelkű és erős alanyokkal valósulhatott meg, más esetekben torz tudatú szörnyek jöttek létre, melyeket száműztek a fajból.
Idővel a hibás egyedek lettek többségben, akiket a béke helyett a pusztítás éltetett. A gazdatesteket csak élősködésre használták, és végül teljesen kiszipolyozták belőlük az életet. Venom szimbiótája ezzel szemben az elődjeihez hasonlóan a gazdatesttel való szoros és kölcsönös kötelékben hitt. A fajtársai ezt aberrációnak vélték, és attól tartva, hogy másokat is megfertőz, bezárták a lényeket. A börtöne később része lett a Csatavilágnak. Ez egy hely, amit a Túlontúli nevű istenszerű lény állított össze különböző bolygókból, és ahol Pókemberrel együtt egy halom szuperhős és gonosztevő csapott össze a híres Titkos Háborúban.
A harc során Peter Parker jelmeze megsérült, Thor és Hulk egy géphez irányították, ami elvileg új öltözéket készített volna neki, de ehelyett a szimbiótát kapta meg. A parazita nem csak önműködő ruhaként funkcionált a számára, de egyben az erejét is megnövelte, és organikus hálóvetővel is ellátta Pókembert. A Titkos Háborúból visszatérve azonban Peter érzelmi kiegyensúlyozatlanságot és folyamatos fáradtságot kezdett tapasztalni. Eleinte mindezt a stressznek tulajdonította, de Reed Richards később megállapította, hogy a problémákat a ruha okozza, ami valójában egy élősködő.
Miután a Fantasztikus Négyes vezetője rájött, hogy a szimbióta rendkívül érzékeny a zajra, egy hangágyúval távolította el azt Peter testéről, de mikor a parazita később kiszabadult, rögtön megkereste Pókembert, és újból összeolvadt vele. A hálószövő egy templom harangtornyában tudott végleg megszabadulni tőle, de ebbe kis híján bele is halt. A lény a szimbiózis során megtanult érezni, és többek között átvette Peter emberségét, így mielőtt továbbállt volna, még biztonságba helyezte az ájult férfit.

### Venom születése
Venom eredete a Titkos Háború mellett egy másik olyan történethez is kötődik, amiben ténylegesen nem szerepelt a karakter. Ez volt a Jean DeWolff halála, melyben a címszereplő rendőrkapitány egy Bűnölő nevű maszkos sorozatgyilkos áldozatává vált. Eddie Brock ekkoriban a Daily Globe nevű lapnál próbált meg karriert építeni újságíróként. Egy nap kapcsolatba került egy Emil Gregg nevű férfival, aki azt hazudta magáról, hogy ő a hírhedt sorozatgyilkos. A téves információkra alapozott cikkeinek hála Brock igazi sztár lett a Globe-nál, de szerencsétlenségére Pókember végül leleplezte a valódi Bűnölőt, Stan Cartert. Eddie-t hazugsággyárosnak titulálták és azonnal kirúgták a Globe-tól. Ezzel a férfi hitelessége teljesen odalett újságíróként, minekutána ócska szennylapokon kívül senki sem akarta őt alkalmazni. Brock mindezért Pókembert hibáztatta.
Az összetört Eddie testépítésben próbálta meg kiadni a dühét, ennek eredményeként hatalmasra gyúrta magát, de ez sem segített rajta, így végső elkeseredésében öngyilkosságra készült, noha hívő emberként ezt mindig is elítélte. Pontosan abban a templomban akart végezni magával, ahol Peter megszabadult a szimbiótától. A lény megérezte a férfi fájdalmát és gyűlöletét a hálószövő iránt, és úgy döntött, hogy őt választja új gazdatestének. Amikor összekötődtek, Brock a parazita minden emlékéhez hozzáfért, vagyis azt is megtudta, hogy ki rejtőzik Pókember álarca alatt. Eddie gyűlölete teljesen eltorzította a szimbiótát, és így megszületett a vérszomjas Venom.
Brock később összecsapott Pókemberrel, és bár Peter pechjére kiderült, hogy a pókösztöne nem reagál a szimbiótára, végül sikerült legyőznie a lényt. Ezután többször megküzdöttek egymással, mígnem a falmászó rájött, hogy Venom csak akkor nyugszik le, ha már megölte Pókembert. Peter ezért azt a tervet eszelte ki, hogy megjátssza a saját halálát. Mindez egy lakatlan szigeten történt, ahonnan Brock már nem is akart hazamenni.
Pókember később visszarángatta őt New Yorkba, amikor kiderült, hogy Eddie korábbi szökése során a szimbióta egy darabja a cellatársával, az őrült Cletus Kasady-vel kötődött össze, aki így a Vérontó nevű szörnyeteggé vált. Brock ugyan továbbra is gyűlölte Pókembert, de hajlandó volt vele együttműködni, hogy közösen megállítsák az ivadékát, ami sikerült is nekik. Ez volt az első alkalom, hogy Pókember és Venom összedolgoztak.

## Venom filmekben

### Pókember 3.
Venom első megjelenése filmben. Ebben a filmben Topher Grace alakította Venomot. Történetét nézve itt Eddie Brock fotósként dolgozik, hogy Peter Parkerrel álljon versenyben. Később Peter rájön, hogy Eddie a pókemberről készült fotókat lemásolta, és ezért J. Jonah Jameson kirúgja. Eddie szörnyű bánatában imádkozni megy egy templomba Jézushoz, azt kívánni, hogy végezzen Peter Parkerrel. Eddie észreveszi a harangnál, hogy Peter épp készül levenni a fekete ruhát, ami rámegy Eddie-re. A szimbiótát arra használja fel, hogy összedolgozzon a Homokemberrel, és együtt megállítsák Pókembert.

### A csodálatos Pókember 2.
A Venom szimbióta feltűnt a film vége felé, mikor Gustav Fiers körbejárja az Oscorp épületet. De a teljes változatban lecserélték Rhino páncéljára.

### Venom
Venom második megjelenése filmben, egyben első önálló filmje. Itt most Tom Hardy alakítja Eddie Brockot. Eddie Brock riporterként dolgozik San Franciscóban. Az egyik feladata az, hogy információt gyűjtsön az Élet Alapítványról. Az interjú nem sikerül jól, mert Eddie felvázolta Carlton Drake-nek a pereket, hogy embereket öl meg a szimbiótákkal. Később Carlton Drake egyik munkatársa megkeresi Eddie-t hogy igaza volt. Visszamennek a céghez, és Eddie-t elbújtatja. Eddie lefotózza a bizonyítékokat, miközben az egyik szimbióta megtámadja, majd megmenekül vele.
Ez az első olyan film, ahol nem Peter Parker az első gazdatest, és nem szerepel benne.

### Venom 2. – Vérontó
Az előző film folytatása. Itt jelenik meg először Cletus Kasady, illetve maga Vérontó is. Eddie és Venom célja az, hogy legyőzzék a szimbiótát.

### Venom - Az utolsó menet
Az előző két film folytatása, egyben a Venom-trilógia utolsó része. A filmben a szimbióták teremtője, Knull egy csapat szörnyet küld a Földre, hogy megtalálják a szimbiótában lévő kódexet, amivel Knull kiszabadulhat.

## Venom rajzfilmekben
- Venom megjelenik az 1994-es Pókember rajzfilm sorozatban.
- Venom megjelenik Eddie Brockkal kék színben a Pókember határok nélkül rajzfilmsorozatban.
- Venom megjelenik a A Pókember legújabb kalandjai animációs sorozatban. Ebben a részben Eddie Brock szőke hajat visel, és beakarja bizonyítani az embereknek, hogy Peter Parker a pókember.
- Venom megjelenik a A Pókember elképesztő kalandjaiban is. Ez az egyetlen olyan rajzfilm, amiben nem Eddie Brock a gazdateste, hanem Harry Osborn.
- Venom megjelenik a Phineas és Ferb: MARVEL küldetés című rajzfilmben.
- Venom megjelenik a Hulk és a Z.Ú.Z.D.A. ügynökei rajzfilmben.
- Venom megjelenik a MARVEL szuperhősök: Felturbózva című LEGO animációban is.[15]
- Venom megjelenik az új Marvel Pókember című rajzfilmsorozatban is.
- A Venom szimbióta megjelenik a Bosszúállók: Újra együtt című animációs sorozatban is.
- A Venom szimbióta megjelenik a A galaxis őrzői rajzfilmsorozatban is.

## Magyarul olvasható
- Venom vagyok; adapt. N. T. Raymond, ill. Steven E. Gordon, Tropper Helmers, Eric Gordon, ford. Szabó Fruzsina; M&C Kft., Bp., 2007
- Pókember. Venom; szöveg Mark Millar, rajz Frank Cho, Terry Dodson, Rachel Dodson, ford. Harza Tamás; Kingpin, Bp., 2008 (Marvel könyvek)
- Venom. Halálos védelmező; szöveg David  Michelinie, Mark Bagley, Ron Lim alapján James R. Tuck, ford. Oszlánszky Zsolt; Szukits, Szeged, 2019 (Nagy Marvel regénysorozat)